# Moiano
Moiano – miejscowość i gmina we Włoszech, w regionie Kampania, w prowincji Benewent.
Według danych na I 2009 gminę zamieszkiwało 4146 osób przy gęstości zaludnienia 205,2 os./1 km².